# Kim Thomson
Kim Thomson (* 30. Oktober 1959 in Somerset, England) ist eine britische Schauspielerin.

## Leben und Karriere
Kim Thomson wurde 1959 (nach anderen Quellen 1960) als Kind eines Schotten und einer Irin geboren. Als sie drei Jahre alt war, trennten sich ihre Eltern. Sie wuchs bei ihren Großeltern väterlicherseits in der Grafschaft Surrey auf. Kim Thomson erlernte ihre schauspielerischen Fähigkeiten an der renommierten Central School of Speech and Drama in London.
Seit Mitte der 1980er Jahre spielt die Britin am West End Theatre und anderen britischen regionalen Theaterhäusern sowie in Fernseh- und Kinofilmen auf beiden Seiten des Atlantik. Ihr TV-Debüt gab sie im Alter von 22 Jahren 1982 in Easy Money. 1988 erhielt sie ihre erste Kinofilm-Hauptrolle in dem Historiendrama Zeit der Dunkelheit (Stealing Heaven) neben Denholm Elliott und Derek de Lint. 2008 spielte Thomson die Rolle von Hughie Greens Frau Claire in dem BBC-Biografiedrama Hughie Green, Most Sincerely. Seit März 2009 spielt sie die Faye Lamb in der auf ITV ausgestrahlten Soapopera Emmerdale.
2010 schloss Kim Thomson ihr Studium in Politik, Philosophie und Geschichte an der University of London erfolgreich ab. Während des Wahlkampfes für die US-Präsidentschaftswahlen 2008 warb Kim Thomson in Nevada um Stimmen für Barack Obama. In Großbritannien unterstützte sie die Politik von Premierminister Gordon Brown.
In einem Interview mit Inside Soap gestand Thomson, dass sie seit langer Zeit einen Freund habe, dies aber als ihre Privatsache ansehe.

## Filmografie (Auswahl)

### Kinofilme
- 1983: Screamtime – Die unheimlich verrückte Videostunde (Screamtime)
- 1983: Verflucht sei, was stark macht (The Lord of Discipline)
- 1988: Zeit der Dunkelheit (Stealing Heaven)
- 1989: Das lange Elend (The Tall Guy)
- 1998: The Boot
- 2004: Plötzlich Prinzessin 2 (The Princess Diaries 2)
- 2004: Unstoppable
- 2007: Zimmer 1408 (1408)
- 2007: Messages

### Fernsehfilme (Auswahl)
- 1982: Easy Money
- 1986: Lovejoy
- 1986: Brush Stokes
- 1988: Die unglaublichen Geschichten von Roald Dahl (Tales of Unexpected, 1 Folge)
- 1989: Der Aufpasser (Minder, 1 Folge)
- 1990: Inspektor Morse, Mordkommission Oxford (Inspector Morse , 1 Folge)
- 1991: Mord 101 (Murder 101)
- 1994: The Wanderer
- 2000: Perfect World
- 2001: Inspector Barnaby (Midsomer Murders, 1 Folge)
- 2007: The Unit – Eine Frage der Ehre (The Unit)
- 2008, 2013: Doctors (2 Folgen)
- 2008: Hughie Green, Most Sincerely
- 2008: New Tricks – Die Krimispezialisten (New Tricks, 1 Folge)
- 2008: The Bill (5 Folgen)
- 2009: Casualty (4 Folgen)
- 2009–2011: Emmerdale (225 Folgen)
- 2014: Rizzoli & Isles (1 Folge)
- 2016: Mr Selfridge (2 Folgen)